# Fukushima Masanori
Fukushima Masanori (福島正則, Fukushima Masanori; Miwa, 1561 − 26 augustus 1624) was een samoerai uit de late Sengoku-periode en vroege Edo-periode. Hij was een vazal van Toyotomi Hideyoshi, en vocht onder andere in de Slag bij Shizugatake in 1583, waardoor hij faam verwierf als een van de Zeven Speren van Shizugatake, samen met Kato Kiyomasa en anderen.

## Oorsprong
Fukushima Masanori, of zoals hij eerder bekendstond, Ichimatsu, werd geboren in Miwa in de provincie Owari (huidige prefectuur Aichi). Hij was de zoon van Fukushima Masanobu en men gelooft dat hij een neef was van Toyotomi Hideyoshi. Hij zag zijn eerste actie bij de aanval tijdens het beleg van het kasteel Miki, en na de slag bij Yamazaki kreeg hij een inkomen van 500 koku (maat van rijst productie) toegewezen.

## Bekendheid als een van de "Zeven Speren"
Bij de Slag bij Shizugatake in 1583, wist Masanori het eerste vijandelijke hoofd te krijgen, namelijk die van generaal Ogasato Ieyoshi. Hij kreeg hiervoor 5000 koku extra toegewezen (de andere zes "Speren" kregen elk 3000 koku).

## Koreaanse campagne
Masanori nam deel aan veel van de campagnes van Hideyoshi; na de Kyushu expeditie werd hij daimyo. Hij kreeg de heerschappij over het gebied Imabari in de provincie Iyo, zijn inkomen werd geschat op 110.000 koku. Vlak hierna nam hij deel aan de Koreaanse campagne. Masanori wist wederom eer te verkrijgen in het gevecht.

## Latere jaren
Masanori was betrokken bij de executie van Toyotomi Hidetsugu. Hij voerde in 1595 10.000 man aan, omsingelde de tempel van Seiganji op de berg Koyasan, en wachtte tot Hidetsugu seppuku (zelfmoord) had gepleegd. Voor de dood van Hidetsugu, kreeg Masanori 90,000 koku extra inkomen, en verder het gebied van Hidetsugu, Kiyosu, in de provincie Owari.
Masanori koos de kant van Tokugawa Ieyasu in de Slag bij Sekigahara, en wist wist hierdoor zijn gebied te behouden. Ondanks dat hij later zijn domeinen verloor, werden zijn afstammelingen hatamoto (hoge adel) in dienst van het Tokugawa shogunaat.